# あくびコミュニケーションズ
あくびコミュニケーションズ株式会社（英: Akubi Co,LTD.）は、かつて電気小売事業・インターネットプロバイダ事業などを手掛けていた企業。仮想移動体通信事業者でもあった。

## 概要
2015年に遠山和久が創業。電気小売事業では、一般家庭向けに「AKUBI でんき ホーム」、店舗・事務所向けに「AKUBI でんき オフィス」の2つのサービスを、通信サービス事業では「AKUBI NET」「AKUBI ヒカリ」「AKUBI モバイル」の3つのサービスを展開していた。

## 行政処分・破産申請・事件
2017年6月、光コラボレーションサービスである「AKUBI ヒカリ」の電話勧誘において不適切な勧誘方法が認められたことから、総務省はあくび社に対し、その改善等を求める指導を行った。不適切な勧誘とは、電話勧誘の際に自らをあたかもNTTであるかのように名乗り、消費者にNTTからの勧誘であると誤認させたまま契約を迫ったものである。その他、料金説明でも正確性を欠く案内をして消費者に誤認させるなど、複数の不適切な勧誘事例が認められた。
2019年4月、電気小売事業に関して、消費者庁があくび社に対し電話勧誘などの一部業務の業務停止命令を、同社役員らに対し業務禁止命令を出した。電話勧誘の際に自らをあたかも大手電力会社の提携先であるかのように名乗り、消費者に誤認を与えた事によるものである。また、「電気代が5%安くなる」とうたったが、実際に5%の削減になるのは300kWhを越える部分のみであったことも問題視された。2016年4月の電力自由化以降、特定商取引法に基づく小売電気事業者への処分は初である。
2019年12月、提供する通信サービスの数か月分の料金を顧客が前払いすることによって割引する「まとめ割」を、無断で1336件の顧客に適用させ、約7700万円を過大に徴収。
2020年2月28日、上記の過大徴収が明らかになった事により総務省は電気通信事業法に基づき、あくび社に対し業務改善命令を出した。あくび社は総務省が業務改善命令を出した同日に、関連会社である株式会社カステラとともに、東京地方裁判所へ破産を申請。同日に東京地方裁判所から破産手続開始決定を受けた。経済産業省は、「破産管財人とのやり取りを通じて手続を進めることになる」とコメントしている。
2020年3月3日、NTT東日本とNTT西日本は、「まとめ割」過大徴収の件が光コラボレーションサービスを手掛ける他の事業者に対する信用を失墜させる行為であったとして、あくび社からの新規及び転用等に関する申込受付を停止した。
2020年3月11日、経済産業省は、あくび社が再生可能エネルギー特別措置法に基づく納付金（電気の使用者から支払われた賦課金）を、2020年3月2日までに納付していなかったとして社名を公表した。
2020年3月23日、破産管財人は東京地方裁判所の許可を得た上で、「AKUBI NET」「AKUBI ヒカリ」「AKUBI モバイル」に関する契約などを、債権者であるフォーバルテレコムへ同年4月1日付で譲渡すると発表した。フォーバルテレコムはこれらの通信サービス事業に関するオプションサービス、債権、債務は継承しない。「AKUBI でんき ホーム」「AKUBI でんき オフィス」に関しては2020年3月末に全サービスが停止する見込みとなり、経済産業省が消費者に対し、早期に他の電気事業者へ切り替えるよう呼び掛ける事態となった。
2021年4月14日、架空の通信利用料の名目で、顧客の銀行口座から約2億8,500万円を無断で引き落とし詐取したとして、警視庁は同社元社長の遠山和久と同社元事業部長の佐竹雅哉を電子計算機使用詐欺容疑で逮捕した（犯行日時は2019年12月ごろ）。
2021年5月、同様に架空の通信利用料の名目で、顧客のクレジットカードから約2億4,900万円を無断で徴収し詐取したとして、遠山と佐竹の両名を電子計算機使用詐欺容疑で再逮捕した（犯行日時は2020年1月ごろ）。上記2件合わせて、被害金額は5億3,000万円超に上ると見られる
。こうした架空の通信利用料を上乗せした水増し請求は破産直前に行われており、多数の顧客から数万円〜十数万円を詐取（本来の料金は数千円）。顧客からの問い合わせが各所に殺到したことにより事件が発覚した。
その後、両名とも電子計算機使用詐欺の罪で起訴され、佐竹には懲役3年6月の実刑判決、遠山には懲役5年6月の実刑判決が言い渡された。両名とも控訴しなかったため第一審で判決が確定した。
あくびコミュニケーションズは2024年3月18日に法人格が消滅した。